# 卓尔库特古城遗址
卓尔库特古城遗址（維吾爾語：زوركۈت قەدىمىي شەھىرى خارابىسى‎，拉丁维文：Zorküt qedimiy shehiri xarabisi），曾被称为着果特沁古城，位于中华人民共和国新疆维吾尔自治区巴音郭楞蒙古自治州轮台县。
古城建于战国晚期，废弃于魏晋时期，是截止2020年已知的当时塔里木盆地北沿一处最高等级的中心城址。2019年，卓尔库特古城遗址被列为第八批全国重点文物保护单位。

## 遗址简介
卓尔库特古城位于中华人民共和国新疆维吾尔自治区巴音郭楞蒙古自治州轮台县城东南24千米处，位于一片荒漠之中，古城周围多为红柳。东侧2千米为克孜勒沟，距离另一处国家文物保护单位阔纳协海尔古城不到12千米，距离奎玉克协海尔古城遗址近10千米。
卓尔库特古城的形制是在新疆及中亚地区罕见的内外三重城址。其中最外一重为外城，面积33万平方米左右。外城内侧依然保留有部分遗迹。中间一重即最早被勘测的内城。内城呈现周长1250米的不规则圆形，有现代水渠穿城而过，又因地势低洼，遗址内时常积水。城墙坍塌为土垣状，北垣残缺，宽3到6米，高度从1.5米到2.5米不等。古城门道位于西南角，宽约10米。内城东侧有外凸高达9米的高台。在这个高台之上四周有围墙，内部有房址。此处便形成了第三重的高台城址。高台城址的城墙底部最宽25米，墙体经过多次加筑，可分为战国到西汉时期、东汉时期和魏晋时期。高台城址在东西两侧开有宽8米的门道。整体呈现南北长，东西窄的长方形。高台城址内有南北向的中心大墙，房址则依大墙而建。整体中间高南北低。高台房屋规模是在发掘时，新疆境内最大的单体房址。房址以土墼棚架式建筑为主，在城墙外有木结构棚架附属建筑。另外，在城内南部有周长70米，残高4米左右的土筑高台。古城东北侧300米左右有一处呈33米宽，35米长，高约4米的的居住遗址。卓尔库特古城出土有陶片、包括驼骨、马骨、牛骨、羊骨在内的兽骨以及铁器、石器、骨器等器物。

### 时代
卓尔库特古城出土的汉代器物具有长安地区的特征，当发展到魏晋时期，器物则明显受到了龟兹文化的影响。放射性碳定年法、地层堆积和出土遗物同时证明了古卓尔库特古城于战国晚期修建，废弃于魏晋时期。在早期考察中，卓尔库特古城被认为是汉时屯田之校尉城，后来也有认为其是轮台国国都——轮台城（仑头城），或西域都护府治所乌垒城的声音。2010年代后期的发掘工作证明了卓尔库特古城是已知的汉、晋时期塔里木盆地北沿最高等级的中心城址。也为确定西汉时期西域都护府治所提供了佐证。

## 发掘与保护
近代对卓尔库特古城遗址最早为考古学家黄文弼于民国十七年（1928年）8月所进行的考察。当黄文弼在今库尔勒市、轮台县等地进行考察时，前往了当时还叫做卓果特沁古城的遗址，并对遗址进行勘测，并将其记录在了《塔里木盆地考古记》之中，此次考察发现遗址内有红底黑花的陶片以及带柄铁簇。
黄文弼之后，卓尔库特古城鲜有学者关注。直到1980年，新疆维吾尔自治区博物馆的工作人员对卓尔库特古城遗址进行了较为详细的考察和测量，并采集到手工制作的罐、釜等粗砂陶器器皿的残片。1989年到1990年的第二次全国文物普查中，新疆文物普查办公室在该遗址进行调查并建档，此次调查发现古城遗址保存状况较差，在地表发现有夹砂红褐陶片和灰褐陶片。
2009年，在第三次全国文物普查中，工作队曾对该遗址进行复查。2017年，在对新和县、轮台县进行考古调查钻探时，发现并确认了古城外城遗迹。2018年开始，北京大学考古文博院与新疆维吾尔自治区文物考古研究所经中华人民共和国国家文物局批准，组成联合考古队开始进行“西域都护府考古”项目，卓尔库特古城遗址是该项目前期进行考古发掘的项目之一。此次发掘在原有遗址基础上发现了外城，并发掘了古城的部分城墙、城墙外侧的木棚架所搭建的房屋、高台城址、井穴等。并出土了陶片等不同器物。
1999年7月，卓尔库特古城遗址被列为新疆维吾尔自治区文物保护单位。2019年10月7日，中华人民共和国国务院正式将卓尔库特古城遗址列为第八批全国重点文物保护单位。